# Babiná
Babiná é um município da Eslováquia, situado no distrito de Zvolen, na região de Banská Bystrica. Tem 22,17 km² de área e sua população em 2018 foi estimada em 558 habitantes.

## Demografia
| Ano:        | 1994 | 2004    | 2014    | 2024   |
| ----------- | ---- | ------- | ------- | ------ |
| Broj ljudi: | 410  | 458     | 534     | 544    |
| Razlika:    |      | +11,70% | +16,59% | +1,87% |

| Ano:               | 2023 | 2024   |
| ------------------ | ---- | ------ |
| Número de pessoas: | 539  | 544    |
| Diferença:         |      | +0,92% |